# کیم جین هو
کیم جین هو (کره‌ای: 김진호؛ زادهٔ ۲۱ مهٔ ۱۹۸۶) خواننده و ترانه‌پرداز اهل کره جنوبی است.